# Emberrablás magyar módra
Az Emberrablás magyar módra 1972-ben bemutatott magyar filmszatíra, egyfajta tanmese a „létező szocializmus” virágkorából.

## Cselekmény
Egy kortárs szocialista vállalat egyik mérnöke, az egyik technikus és egy munkás segítségével elrabolja a cég tehetségtelen igazgatóját, hogy végre nyereségesen működjön a gyár. Akciójuk többféle váratlan eredményt hoz: az elrabolt igazgatóról kiderül, hogy egészen normális ember, és akkor is hasznossá akarja tenni magát, ha épp elrablói körében van; utóbbiak viszont újabb megkereséseket kapnak más vállalati kollektíváktól, melyek elrabolni való vezetőket ajánlanak a figyelmükbe.

## Közreműködők

### Szereplők
- Kállai Ferenc – Béla, igazgató
- Őze Lajos – Géza, mérnök
- Tahi Tóth László – Jancsi, technikus
- Garas Dezső – Józsi, munkás
- Mensáros László – Forgács elvtárs
- Somogyvári Rudolf – főmérnök
- Piros Ildikó – Saci
- Schütz Ila – Kati
- Temessy Hédi – Titkárnő
- Tábori Nóra – Annuska
- Körmendi János – telefonáló
- Both Béla – hivatalsegéd
- Balázs Péter
- Baracsi Ferenc
- Bilicsi Mária
- Kéry Gyula
- Horváth Péter

### Alkotók
- Rendező: Várkonyi Zoltán
- Forgatókönyvíró: Kapás Dezső
- Operatőr: Somló Tamás
- Jelmeztervező: Wieber Mariann
- Zene: Hidas Frigyes
- Látványtervező: Duba László
- Vágó: Szécsényi Ferencné

## Kritikák, ismertetések a filmről
- Gervai András: Vígjátékok magyar módra Kritika 2. évfolyam 2. szám (1973), 30. oldal; online hozzáférés: 2025. február 12.
- B. Nagy László: Netán a filmgyárban… Élet és Irodalom, 16. évfolyam, 50. szám (1972. december 9.), 13. oldal; online hozzáférés: 2025. február 12.
- Galsai Pongrác: Emberrablás magyar módra Filmvilág, 15. évfolyam, 24. szám (1972. december 15.) 6-8. oldal; online hozzáférés: 2025. február 12.
- P. J.: Új magyar filmszatíra – Valóság és álom határán. Emberrablás magyar módra Film Színház Muzsika 16. évfolyam, 32. szám (1972. augusztus 5.), 10-11. oldal; online hozzáférés: 2025. február 12.
- Geszti Pál: Új filmek a mozik műsorán – Egy dráma, két komédia Film Színház Muzsika 16. évfolyam, 50. szám (1972. december 9.), 14-15. oldal; online hozzáférés: 2025. február 12.
- Új magyar film: Emberrablás magyar módra A Hét, 18. évfolyam, 2. szám (1973. január 12.), 15. oldal; online hozzáférés: 2025. február 12.